# 메리엄의 비극

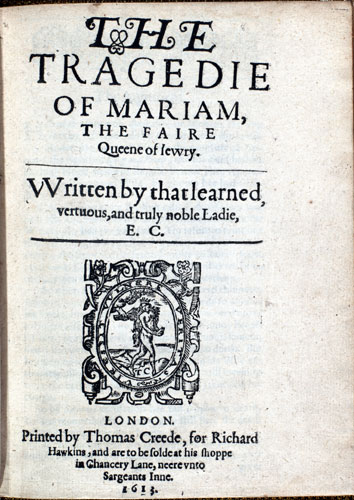
타이틀 페이지

《메리엄의 비극》(The Tragedy of Mariam)은 문학사상 처음 거명되는 전업 여성 작가 엘리자베스 케리의 대표 희곡이다. 절대왕권과 가부장제의 압력 아래서 자신의 정체성을 추구하고 목소리를 드러내는 여주인공 메리엄의 갈등을 심도 있게 다루고 있다는 점에서 시대를 앞서는 작가 정신을 보여 준다.

## 개요
엘리자베스 케리는 유대의 역사가 플라비우스 요세푸스가 93년경에 쓴 《유대 고대사》 제15권에 실린 헤롯 왕과 유대 왕족인 메리엄의 결혼을 다룬 이야기를 소재로 《메리엄의 비극》이라는 희곡을 완성한다.
메리엄은 헤롯의 사망 소식을 듣고 그에 대한 애증의 감정 사이에서 혼란스러워하지만, 곧 그의 죽음으로 자신이 자유와 해방을 얻게 되었음을 깨닫는다. 더군다나 헤롯이 왕위를 차지하기 위해 자신의 동생과 조부를 죽게 만들었다는 비밀 지령의 실체를 알게 된 메리엄은 헤롯에 대한 증오심을 감추지 않는다. 그러다 그러나 헤롯의 귀국으로 과거의 복종하는 삶으로 되돌아가야만 하는 처지에 놓이자 메리엄은 부드러운 말과 미소로 굴종의 가면을 쓰기보다 그와 정면으로 대항하기로 한다. 미소와 침묵 대신 헤롯의 권위에 도전하는 목소리를 내기 시작한 것이다. 그러면서도 메리엄은 자신의 정숙함과 고결함이 어떤 난관에서도 자신을 지켜 줄 것이라 확신한다. 하지만 살로메의 간계로 메리엄에게 참수형이 내려지고, 메리엄은 고결함과 정숙함에 대한 높은 자부심이 오만함과 자기애에 기인한 것임을 죽음을 앞두고서야 깨닫는다.
메리엄은 여성의 죄를 대속하는 순교자와 같은 위상으로 승화하고 무대에는 회한에 찬 헤롯만이 남는다. 헤롯의 무너지는 모습은 가부장제의 근간이 무너짐을 보여 주며, 메리엄의 죽음은 세속의 가치를 벗어난 정신의 승리를 보여 준다.

## 같이 보기
- 여성주의 문학비평